# 4,6-ジニトロ-o-クレゾール
4,6-ジニトロ-o-クレゾール（英語: 4,6-dinitro-o-cresol）または、ジニトロ-o-クレゾール（英語: dinitro-ortho-cresol, DNOC）は、化学式が CH3C6H2(NO2)2OH の有機化合物である。黄色い固体で、水にはわずかに溶ける。人体に対し極めて毒性が強い。以前は除草剤や殺虫剤として使用されていた。

## 合成
o-クレゾールのジスルホン化によって合成される。得られたジスルホン酸塩を硝酸で処理するとDNOCが得られる。メチル基をsec-ブチル基（ジノセブ）、tert-ブチル基（ジノテルブ）、1-メチルヘプチル基（ジノカップ）に置き換えたものなど、さまざまな関連誘導体が知られている。これらはアルキルフェノール類の直接ニトロ化によって合成される。

## 利用と安全性
DNOCは脱共役剤であり、アデノシン三リン酸（ATP）産生を阻害するため、人体に極めて有害である。
DNOCは最も早く開発された農薬の一つで、1890年代から殺虫剤として、1930年代からは除草剤として使用されてきた。アメリカでは1991年に殺虫剤としての使用が禁止された。
DNOC中毒の症状は、摂取または他の形態の曝露によるもので、錯乱、発熱、頭痛、息切れ、および発汗を含む。